# کوه هیوچی‌گاتاکه
کوه هیوچی‌گاتاکه (به ژاپنی: 燧ヶ岳 Hiuchi-ga-take) یکی از کوه‌های آتشفشانی در استان فوکوشیما در ژاپن است. نام این کوه در کتاب فهرست صد کوه معروف ژاپن آمده‌است. ارتفاع آن ۲۳۵۶ متر است و در توهوکو دارای بلندترین ارتفاع است. آخرین فوران این کوه در حدود ۵۰۰ سال پیش بوده‌است. از چهار طرف صعود به قله کوه امکان‌پذیر است. در کوه پناهگاه وجود دارد ولی محل فروش موادغذایی یا دستگاه اتوماتیک فروش نوشیدنی به هیچ وجه وجود ندارد. قبل از صعود باید مواد غذایی به اندازهٔ کافی تهیه گردد.

## نگارخانه

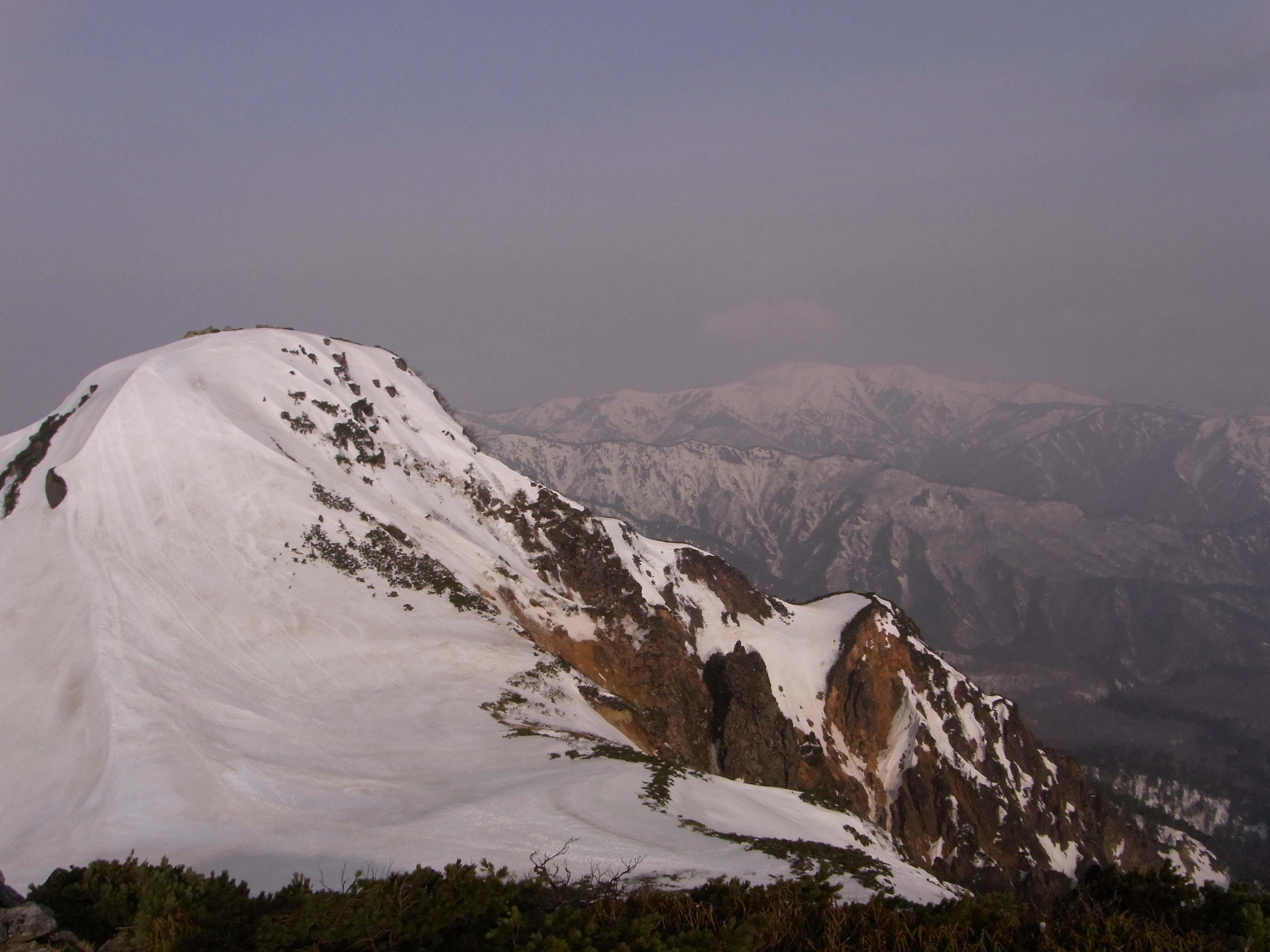
قله کوه